# Гаторн-Гарди, Гаторн, 5-й граф Крэнбрук
Гаторн Гаторн-Гарди, 5-й граф Крэнбрук (англ. Dr. Gathorne Gathorne-Hardy, 5th Earl of Cranbrook; родился 20 июня 1933) — британский зоолог, биолог, натуралист и пэр . Он носил титул учтивости — лорд Медуэй с 1933 по 1978 год. С 1956 года он активно работает в области орнитологии, маммологии и зооархеологии, оказал влияние на исследования и образование в Юго-Восточной Азии. Его исследования были сосредоточены на мелких птицах и млекопитающих региона. В частности, он занимался  стрижами-саланганами, известными тем, что строят гнезда, употребляемыми местными жителями в пищу.

## Биография
Крэнбрук родился 20 июня 1933 года на Площади Святого Георгия Ганноверского в Лондоне. Старший сын Джона Гаторн-Гарди, 4-го графа Крэнбрука (1900—1978), также зоолога, и его второй жены, Фиделити Сибом (1912—2009), дочери Хью Экстона Сибома и сестры лорда Сибома. Он получил образование в Итонском колледже и колледже Корпус-Кристи, Кембридж. Он получил докторскую степень в 1960 году в Бирмингемском университете.
Тропический биолог , лорд Крэнбрук работал в Малайя в течение нескольких лет,  начав свою карьеру в качестве ассистента в Музее Саравака. С 1961 по 1970 год он был старшим преподавателем зоологии в Университете Малайи в Куала-Лумпуре, а с 1960 по 1961 год — стипендиатом Джаджасона Сисвы Локантары в Индонезии. Весной 1967 года он женился на Кэролайн Джарвис и через три года вернулся с ней и старшим сыном в Великобританию,  чтобы поселиться в своем семейном поместье, Грейт-Глем-хаус, Грейт-Глемем, Саксмундхэм, Саффолк.
В 1978 году после смерти своего отца Гаторн Гаторн-Гарди унаследовал титул 5-го графа Крэнбрука и заседал в качестве консервативного пэра в Палате лордов. Он покинул Палату лордов в ноябре 1999 года в результате Закона о Палате лордов 1999 года; он не был кандидатом на сохранение места в Палате в качестве избранного наследственного пэра.

## Брак и дети
9 мая 1967 года он женился Кэролайн Джарвис (род. 18 декабря 1935), дочери полковника Ральфа Джорджа Эдварда Джарвиса и Антонии Мэри Хильды Мид. У лорда Крэнбрука и его жены трое детей :
- Джон Джейсон Гаторн-Гарди, лорд Медуэй (род. 26 октября 1968 года), наследник графства, родился в Куала-Лумпур.
- Доктор леди Флора Гаторн-Гарди (род. 10 октября 1971 года)
- Достопочтенный Ангус Эдвард Гаторн-Гарди (род. 28 мая 1973).

## Избранные научные труды
- Medway L. 1961. The status of Tupaia splendidula Gray (Primates: Tupaiidae). Treubia, 25:269-272.
- Medway L. 1964. Comments on the status of Rattus inas (Bonhote), with observations on the distribution of this and related rats in the Sunda Subregion. Federation Museums Journal, 9:95-101.
- Medway L. 1965. Mammals of Borneo. Malaysian Branch of the Royal Asiatic Society, Singapore, 193 pp.
- Medway L. 1969. The wild mammals of Malaya and offshore islands including Singapore. Oxford University Press, London, 118 pp.
- Medway L. 1970. The monkeys of Sundaland. Ecology and systematics of the cercopithecids of a humid equatorial environment. pp. 513–553, in Old world monkeys (J. R. Napier and P. H. Napier, eds.). Academic Press, New York, 660 pp.
- Medway L. 1977. Mammals of Borneo: Field keys and an annotated checklist. Second ed. Monograph, Malay Branch of the Royal Asiatic Society, 7:1-172.
- Medway L. 1978. The wild mammals of Malaya (Peninsular Malaysia) and Singapore. Oxford University Press, Kuala Lumpur, 128 pp.
- Medway L., Yong H. S. 1976. Problems in the systematics of the rats (Muridae) of peninsular Malaysia. Malaysian Journal of Science, 4(A):43-53.
- Medway L. 1986. Wild Mammals of South-East Asia
- Medway L. 1997. Wonders of nature in South-East Asia
- Medway L. 2002. Swiftlets of Borneo: Builders of Edible Nests
- Medway L. 2013. Key Environments: Malaysia,